# Scars of Tomorrow
Scars Of Tomorrow —  металкор команда, образованная в 2000-ом году в Калифорнии.

## Краткая биография
Scars of Tomorrow выпустили свой первый материал на Thorp Records. Таким образом, у группы уже имелось 2 полноценных альбома перед тем, как она подписала контракт с Victory Records в мае 2003 года . После выпуска первого альбома на новом лейбле, музыканты отправились в тур с Himsa, Atreyu и Norma Jean. В поддержку нового альбома The Horror of Realization группа должна была отпраиться в турне с Bury Your Dead в 2005 году, но вскоре после начала гастролей все члены группы кроме солиста Майка Милфорда покинули Scars Of Tomorrow. Милфорд быстро заменил всех членов команды Лизой Маркс, Джоуи Аткинсом и Райаном Северино, чтобы группа могла закончить турне как было запланировано. После некоторых последующих кадровых изменений Scars Of Tomorrow выпустила свой пятый студийный альбом; в это время Thorp Records подготовил и выпустил переиздание раннего материала команды. После тура в поддержку нового альбома SOT распалась. Это произошло в мае 2007 года.. В 2010 году группа воссоединилась и по сей день время от времени дает концерты и выпускает музыку. Альбом «Failed Transmissions» был выпущен в 2014 году компанией Artery Recordings вместе с последующим синглом «Perspectives» в 2018 году. По состоянию на 2020 год участники ссылались на новый материал для будущего релиза.

## Участники
Нынешний состав
- Майк Милфорд - ведущий вокал (2000-2007, 2010-настоящее время)
- Боб Брэдли - бас-гитара (2000-2006, 2010-настоящее время)

Бывшие участники
- Рубен Мартинес - ударные (2000–2003)
- Джефф Харман - гитара (2000–2003)
- Карлос Гарсия - гитара (2000-2005)
- Майк Мадариага - гитара (2003)
- Крис Уорнер - ударные (2003–2005)
- Дэйв Родригес - гитара (2003–2005)
- Дэн Биерановски - бас-гитара (2006–2007)
- Лиза Маркс - гитара (2005-2006)
- Райан Северино - ударные (2005–2006)
- Джоуи Аткинс - гитара (2005–2007)
- Кевин Файфилд - гитара (2005–2007)
- Майк Боккуцци - бас-гитара (2006–2007)
- Джастин Салинас - ударные (2006-2007, 2013-2014)
- Террон Фрэнсис - гитара (2014-2015)
- Майкл Нордин - гитара (2014-2015)
- Сэм Шепард - ударные (2014-2015)

## Дискография
- All Things Change (Thorp Records, 2002)
- Design Your Fate (Thorp, 2003)
- Rope Tied to the Trigger (Victory Records, 2004)
- The Horror of Realization (Victory, 2005)
- The Failure in Drowning (Victory, 2006)